# Hiram Tuttle
Hiram Edwin Tuttle (Dexter, 22 dicembre 1882 – Fort Riley, 11 novembre 1956) è stato un cavaliere statunitense.

## Palmarès

### Olimpiadi
- Bronzo a Los Angeles 1932 nel dressage individuale.
- Bronzo a Los Angeles 1932 nel dressage a squadre.